# Ars moriendi

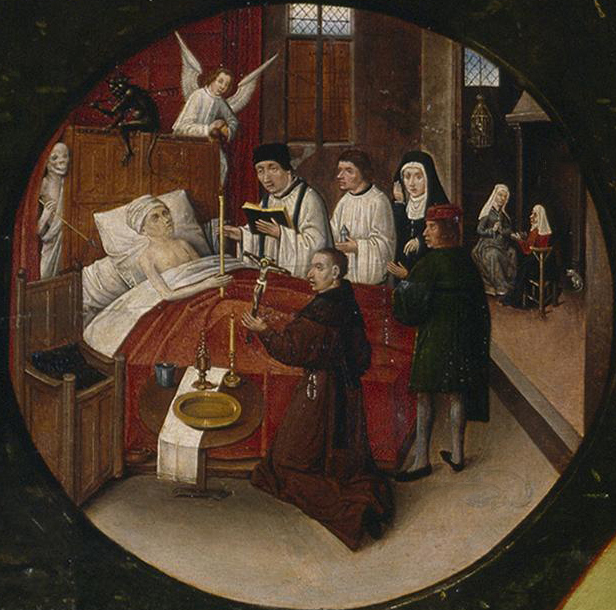
Sterfbed volgens Jheronimus Bosch

De ars moriendi, Latijn voor "de kunst van het sterven", is een religieus streven dat in het christendom van de middeleeuwen belangrijk was. De katholieken bidden "... en behoed ons voor een plotselinge dood" opdat zij een waardig sterfbed zullen kennen. Deze traditie is ontstaan in het Latijn, maar werd zeker ook doorgetrokken in de Middelnederlandse literaire geschiedenis. Zo zijn er fragmenten terug gevonden met Middelnederlandse regels die de ars moriendi bevatten.

## De kunst van het sterven
De stervende werd in het ideaal van het christendom verondersteld om verzoend met God en de wereld te sterven en op zijn sterfbed een voorbeeld te zijn voor anderen. Daarbij behoorden berouw over de zonden en fouten die waren begaan, stichtelijke woorden tot de omstanders, geduldig lijden en het aldus stellen van een voorbeeld.
De tegenhanger van de ars moriendi is de ars vivendi, de levenskunst.
Didactische devotionele geschriften over de christelijke leer en de dood als voorbereiding op de hemel werden in de late middeleeuwen voor het eerst populair in West-Europa. De late gotiek had een macabere inslag en ook dodendansen en zeer realistische afbeeldingen van dode lichamen op grafmonumenten werden in deze tijd populair.
Jean de Gerson schreef rond 1408 het prototype van een ars moriendi, "De arte moriendi" als deel van zijn Latijnse Opus(culum) Tripartitum. De Elzasser predikant Johann Geiler von Kaysersberg vertaalde dit werk over 1481 onder de titel "Wie man sich halten sol by eym sterbenden Menschen" en schreef in 1497 "Ein ABC, wie man sich schicken sol, zu einem kostlichen seligen tod".
Kardinaal Domenico Capranica publiceerde in 1452 een ars moriendi onder de titel de Speculum artis bene moriendi (Ars Bene moriendi), dat in 1473 in het Duits verscheen. Er zijn ook later nog meerdere boeken over de ars moriendi geschreven. Vooraanstaande auteurs als Thomas a Kempis en Erasmus publiceerden hun gedachten over het ideale sterfbed. De traditie stelt dat er vijf verleidingen en de bijbehorende "inspiraties" of remedies zijn:
- Verleiding tegen het geloof versus herbevestiging van het geloof
- Verleiding tot wanhoop versus hoop voor vergeving;
- Verleiding om ongeduld versus liefde en geduld;
- IJdelheid of zelfingenomenheid versus nederigheid en herinnering van zonden
- Hebzucht of gehechtheid aan familie en eigendom versus onthechting

## Middelnederlandse ars moriendi
Deze materie is ook in het Middelnederlands vertaald, bijvoorbeeld Een scone leeringe om salich te sterven. Dit werd geschreven rond 1500, maar er zijn ook voorbeelden gevonden van oudere ars moriendi in het Middelnederlands. Zo vinden we handschrift 1591 in de Universiteitsbibliotheek Gent dat fragmenten met een Middelnederlandse versie van een ars moriendi bevat. Het volledige handschrift werd vervaardigd in de Nederlanden, in de veertiende eeuw. Het is onbekend op welke precieze tekst het alludeerde en wie de kopiist was. 

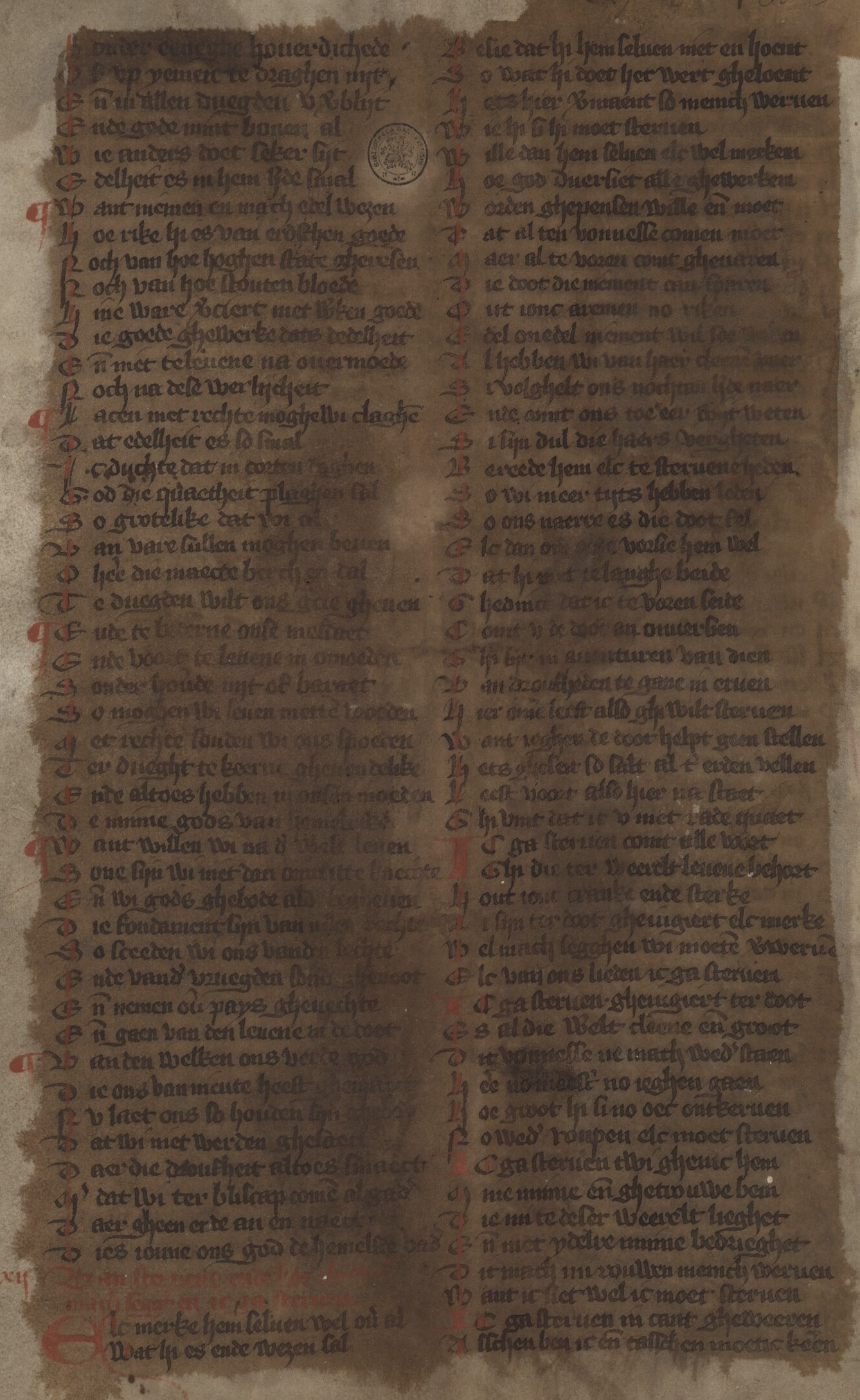
Fragment uit handschrift 1591, vervaardigd in de veertiende eeuw.

## Geïllustreerde uitgaven
Geïllustreerde uitgaven van de verschillende ars moriendi laten de verleiding door duivels influisteren en plaatsen ook engelen rond het sterfbed. Op de prenten krijgt ook de dood in de vorm van een geraamte een plek bij het bed.
We vinden een laat voorbeeld bij de katholiek Lodewijk XIV van Frankrijk die in de laatste dagen van zijn leven alleen nog over het geloof sprak.
- 26 augustus: Messieurs, je vous demande pardon du mauvais exemple que je vous ai donné.
- 26 augustus: (tot de toekomstige L XV): Mon enfant, vous allez être un grand roi; ne m'imitez pas dans le goût que j'ai eu pour les bâtiments, ni dans celui que j'ai eu pour la guerre.
- 28 augustus: Pourquoi pleurez-vous? est-ce que vous m'avez cru immortel? Pour moi, je n'ai point cru l'être, et vous avez dû, à l'âge où je suis, vous préparer à me perdre.
- 28 augustus: je voudrais souffrir davantage pour l'expiation de mes péchés.
- 31 augustus: Ô mon Dieu, venez à mon aide, hâtez-vous de me secourir! (laatste woorden volgens Saint-Simon).[2]

Ook Karel I van Engeland en later paus Johannes Paulus I die op zijn onverwachte sterfbed met een uitgave van Thomas a Kempis' De imitatione Christi werd aangetroffen beoefenden de kunst van het sterven.
De kunst te sterven als uitvloeisel van de levenskunst komt ook in de Romeinse Oudheid (de dood van o.a. Seneca), bij de oude Grieken (de dood van Socrates) en in het boeddhisme voor. Anders dan voor de christenen behoort in deze culturen ook de optie van een zelfgekozen dood tot de voorbeeldige wijzen om te sterven.